# Fudōshin

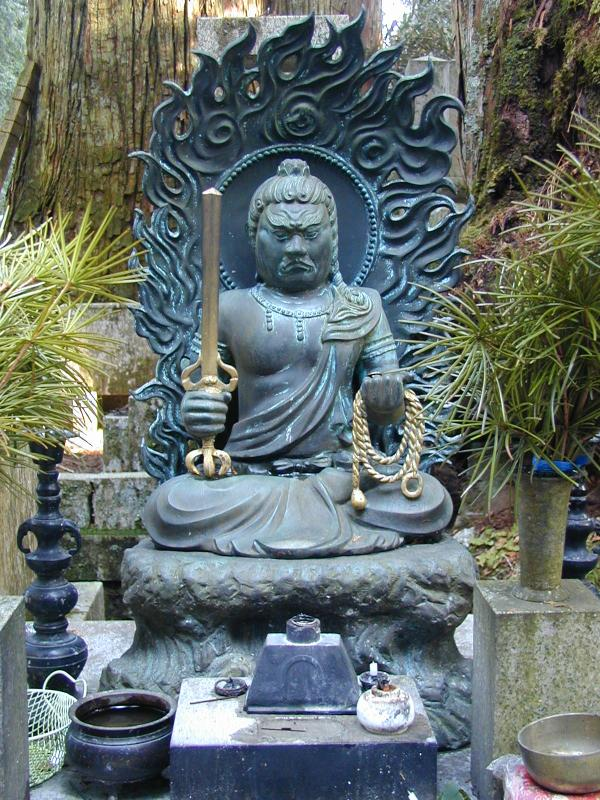

Fudōshin (în japoneză 不動心) este o stare de calm sau de indiferență (termenul poate însemna literal sau metaforic „minte imobilă”, „inimă imobilă” sau „inimă lipsită de emoții”). Ea este o dimensiune filozofică sau mentală a artelor marțiale japoneze, care contribuie la creșterea eficienței practicantului avansat.
Fudo myōō este întâlnit în budismul Shingon ca un zeu protector (și patron al artelor marțiale), care este reprezentat ca ținând o sabie în mâna dreaptă (pentru a tăia iluziile și ignoranța) și o frânghie în mâna stângă (pentru a lega „forțele răului”, precum și emoțiile și pasiunile violente sau necontrolate). În ciuda aspectului său înfricoșător, trăsăturile sale de bunăvoință și de servitute către ființele vii sunt simbolizate printr-o coafură asociată clasei servitorilor.